# Balneari Parramon
El Balneari Parramon va ser un edifici neoclàssic del municipi de Ribes de Freser (Ripollès) que va tenit diversos usos. És una obra inclosa en l'Inventari del Patrimoni Arquitectònic de Catalunya. Construït el segle passat, va ser utilitzat molt poc com a edifici balneari depenent d'Aigües de Ribes. Es va transformar a començaments d'aquest segle en colònia tèxtil i recentment és un edifici d'habitatges en règim de propietat horitzontal.
Aquest era un edifici incomplet en forma d'U que consta de planta baixa i tres pisos, essent la seva part posterior oberta en galeries. Primitivament fou part del balneari i posteriorment es convertí en colònia industrial d'una fàbrica tèxtil. Degut al seu ús original trobem elements d'una certa tipologia clàssica principalment representat per l'entrada i escala d'accés.
Actualment només es conserva una moderna capella annexa dedicada a la Mare de Déu del Roser.